# 花高鱂
花高鱂，為輻鰭魚綱鯉齒目鯉齒亞目花鳉科的其中一種，分布於非洲剛果河中、上游流域，體長可達5.5公分，棲息在植被生長的溪流，屬肉食性，生活習性不明，可作為觀賞魚。

## 擴展閱讀
維基物種上的相關：花高鱂